# Herb powiatu gostynińskiego
Herb powiatu gostynińskiego – jeden z symboli powiatu gostynińskiego, ustanowiony 31 stycznia 2000.

## Wygląd i symbolika
Herb przedstawia na tarczy dzielonej w odwróconą literę „T” w polu pierwszym czerwonym czarnego orła ze złotym dziobem, językiem, nogami oraz złotą literą „R” na piersi, w polu drugim pomarańczowym czerwoną mitrę książęcą, a w polu trzecim błękitnym srebrne ceglane i blankowane mury miejskie z otwartą bramą i trzema ceglanymi i blankowanymi wieżami, z jednym oknem łukowym każda (herb Gostynina).